# 韋斯特菲爾德鎮區 (愛荷華州普利茅斯縣)
韋斯特菲爾德鎮區（英語：Westfield Township）是位於美國愛荷華州普利茅斯縣的一個行政鎮區。

## 地方資料
根據2010年美國人口普查的數據，韋斯特菲爾德鎮區的面積為111.32平方千米，當中陸地面積為111.24平方千米，而水域面積為0.08平方千米。當地共有人口406人，而人口密度為每平方千米3.65人。